# 沃林

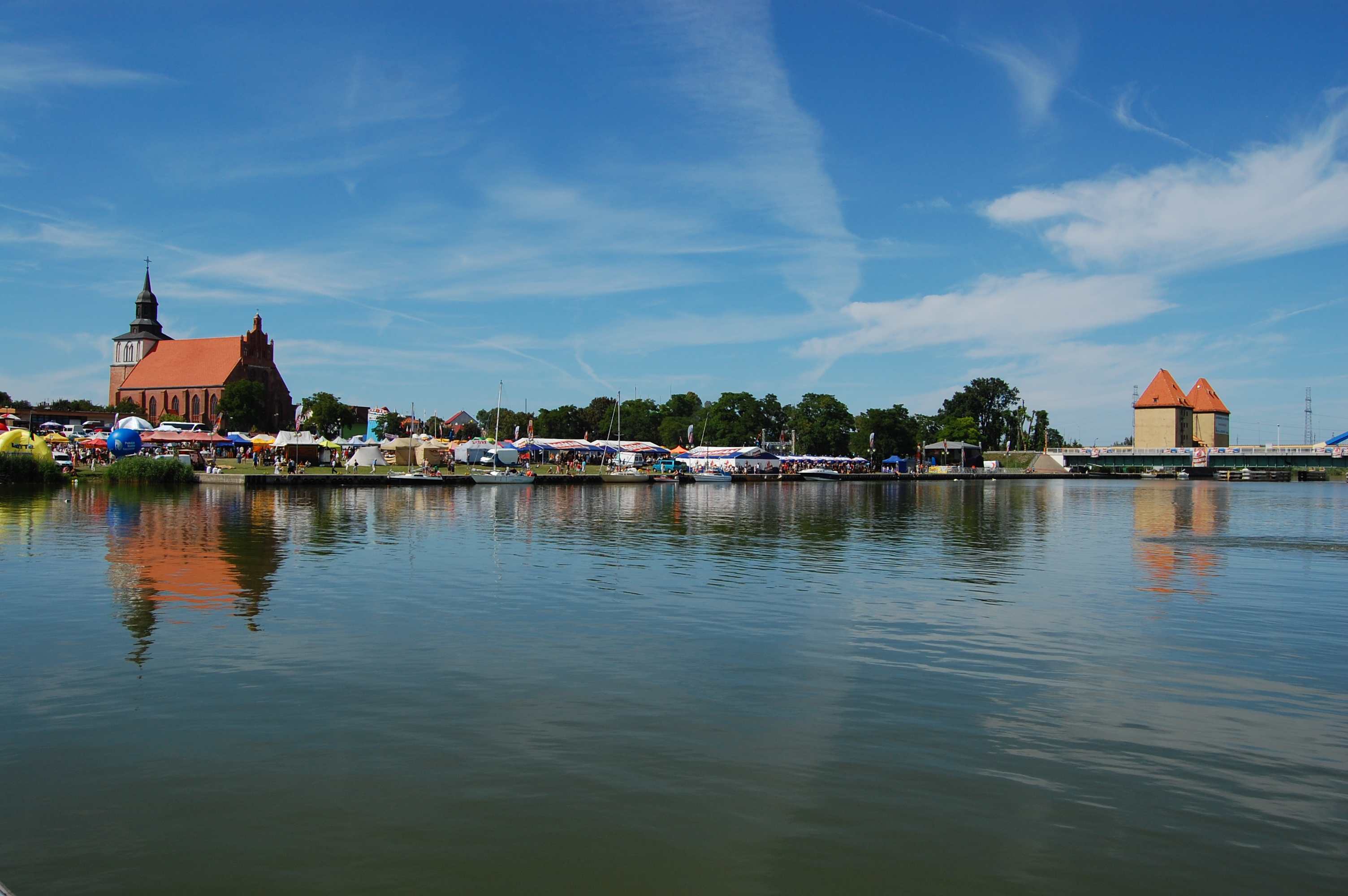

沃林（波蘭語：Wolin，波蘭語發音：[ˈvɔlin]）是波蘭的城鎮，位於該國西北部波羅的海沿岸沃林島南端，由西波美拉尼亞省負責管轄，面積14.41平方公里，2006年人口4,878。1909年，該鎮在火災中被摧毀後重建。

## 外部連結
- Official website （页面存档备份，存于）

53°50′38″N 14°36′38″E / 53.84389°N 14.61056°E